# Calystegia soldanella
Il vilucchio marittimo (Calystegia soldanella (L.) Roem. & Schult., 1819) è una pianta rampicante della famiglia delle Convolvulacee. Presente ovunque nelle zone litoranee delle fasce temperate del pianeta, è conosciuta localmente con una serie di innumerevoli nomi comuni.

## Descrizione
È una pianta erbacea perenne che cresce su suolo sabbioso, tipicamente sulle dune costiere che grazie al lungo rizoma stolonifero, necessario per la ricerca di tracce di umidità, rimane saldamente aggrappata al terreno nel quale è immerso. Adattata per contrastare gli effetti della sabbia trasportata dal vento, è caratterizzata da fusti striscianti, lunghi fino a 50 cm, che si ergono verso l'alto solo nella parte terminale, spesso quasi totalmente ricoperti dalla sabbia circostante, sui quali sono presenti, collegate da un lungo picciolo, foglie sviluppate in larghezza, dal margine crenulato, dalla consistenza coriacea, subcarnosa e a base reniforme, dal colore verde intenso talvolta con sfumature bluastre.
L'antesi copre un periodo che va dalla primavera inoltrata fino ad agosto, con i singoli fiori che appassiscono dopo un solo giorno, dalla corolla imbutiforme larga dai 3 ai 5 cm, dal colore rosato sul quale sono presenti da cinque striature longitudinali più chiare. Cresciuti all'ascella delle foglie più sviluppate, solitari o in coppia, collegati da peduncoli dalla lunghezza che va dai 2 ai 6 cm. Caratteristica peculiare della specie è il calice a cinque denti parzialmente avvolto da due scaglie o bratteole papiracee ovate. Ogni apparato riproduttivo consta in un ovario supero con stigma bilobato, attorniato da cinque stami, che una volta fecondato si trasforma in un frutto secco, una capsula settifraga ovoide che a maturità si apre lungo le nervature centrali dei carpelli liberando quattro semi, neri, ricurvi e spigolosi.

## Biologia
La forma biologica della pianta è emicriptofita reptante (H rept), cioè è una pianta perennante per mezzo di gemme al suolo (emicriptofita), e accrescimento aderente al suolo con carattere strisciante (reptante).

## Distribuzione e habitat
La specie ha una distribuzione cosmopolita: è presente nelle zone temperate di America del Nord e del Sud, Asia, Australia, Europa e Nordafrica.